# Aeroportul Zinder
Aeroportul Zinder (IATA: ZND, ICAO: DRZR) este un aeroport din Zinder, Departamentul Mirriah, Regiunea Zinder, Niger ce deservește zona Zinder. Aeroportul a fost tranzitat în 2017 de 8.650 de pasageri. A fost numit după zona deservită.
Situat la o altitudine de 462 m, aeroportul dispune de o singură pistă.